# TK (banda)
TK é uma banda peruana formada em 2001, consistiu de Diego DIBOS como vocalista, Carlos Lescano no baixo, Edgar Guerra primeira guitarra, Emilio Perez na segunda guitarra e Christopher Farfán na bateria. Em 2003, no MTV Awards a banda ganhou o prêmio de Melhor Artista Novo-Central e em 2004 como Melhor Artista Central. O nome da banda foi tirado das iniciais da frase em aramaico "Thalita Kumi", que significa se levantar e caminhar. Em 2006, a banda entrou em disputas legais para que os membros saíssem da banda, deixando Emilio Pérez sozinho para relançar o grupo com uma nova formação porém desta vez sem muito sucesso.